# Dolichopus emelijanovi
Dolichopus emelijanovi är en tvåvingeart som beskrevs av Stackelberg 1930. Dolichopus emelijanovi ingår i släktet Dolichopus och familjen styltflugor. Inga underarter finns listade i Catalogue of Life.